# 348
348 (CCCXLVIII, na numeração romana)  foi um ano bissexto do século IV do Calendário Juliano, da Era de Cristo, e as suas letras dominicais foram C e B  (52 semanas), teve início a uma sexta-feira e terminou a um sábado.
| Ano completo                          |
| ------------------------------------- |
| Ano bissexto com início à sexta-feira |